# Edme Thollard
Edme Babolein Thollard, dit Edme Thollard, est un architecte français né le 26 mai 1851 à Paris et mort après 1920.

## Biographie
Edme Thollard naît à Paris le 26 mai 1851. Il se marie avant 1882 et a une fille, Hortense Léonie Thollard (épouse Hardy), qui décède le 22 janvier 1921 à seulement 39 ans. Encore vivant à cette date, Edme Thollard décède donc après 1920.

## Réalisations
Installé dans la capitale, d'abord dans le 5e arrondissement (10, rue Monge puis 109, rue Monge) puis dans le 14e arrondissement (19, rue de Coulmiers puis 7, rue Leneveux), il exerce à son propre compte sur la période 1879-1907. Ses immeubles et constructions, pour la plupart situés dans le sud de Paris, relèvent des styles éclectisme, haussmannien et post-haussmannien.
Parmi ses réalisations, on peut signaler :
- 188 avenue du Maine 75014, 1890
- 5 rue du Lunain 75014, 1893
- 19 rue de Coulmiers 75014, 1893
- 21 rue de Coulmiers 75014, 1894
- 12 rue Daguerre 75014, 1894
- 15 rue d’Alésia 75014, 1901
- 17 rue d'Alésia, 75014, 1904